# 2024年6月逝世人物列表
2024年逝世人物列表：1月 - 2月 - 3月 - 4月 - 5月 - 6月 - 7月 - 8月 - 9月 - 10月 - 11月 - 12月
2024年6月逝世人物列表，是用于汇总2024年6月期间逝世人物的列表。

## 依日期排序

### 30日
- 张志杰，17歲，中國青年羽毛球運動員。在印尼日惹市参加2024年亞洲青年羽毛球錦標賽團體賽小組賽最後一場比賽時突發疾病身亡。[1]
- 宋家树，92岁，中国共产党党员、中国科学院院士、金属物理学家、中国工程物理研究院研究员。[2]
- 沈文榮，78歲，中華人民共和國企業家。江蘇沙鋼集團有限公司董事長、總裁及黨委書記。[3]
- 埃里克·布熱德，51歲，法國男子競技體操運動員。[4]

### 29日
- 施平，112歲241天，中華人民共和國政治人物，原上海市人大常委會副主任，曾任北京農業大學黨委書記、副校長，華東師範大學黨委書記。[5]
- 梁石日（英语：Yang Sok-il），87歲，朝鮮裔日本籍作家，日文名「梁川正雄」（日語：梁川正雄），1998年山本周五郎文學獎得主。[6]
- 拉拉·拉蒂法（阿拉伯語：للا لطيفة），80歲，摩洛哥王室成員，哈桑二世的妻子，現任國王穆罕默德六世的母親。[7]
- 賽胡先阿里（英语：Syed Husin Ali），88歲，馬來西亞社會主義思想家、學者、社運領袖、作家、政治人物。馬來西亞人民黨，及後續人民公正黨高層領袖。在1970年代曾是政治犯。曾任上議員。[8][9][10]
- 刘桂生，93岁，清华大学人文学院历史系及北京大学历史学系教授。[11]
- 趙民雄（조민웅），37歲，韓國男歌唱家，在2017年參加《幻影歌手Phantom Singer》第二季獲得21名。心臟麻痺。[12]
- 張克中，61歲，台灣雲林縣麥寮鄉拱範宮主任委員。[13]
- 白朗（英语：William Charles Langdon Brown），92歲，英國銀行家，渣打銀行集團副主席（1989年—1991年）、香港立法局非官守議員（1980年—1985年）。[14]

### 28日
- 石晉華，60歲，臺灣觀念藝術與行為藝術代表人物。[15]
- 王韵壹，38歲，中國大陸爵士女歌手，具有淳厚磁性的聲線，以及標誌性的光頭造型，被譽為「中國爵士女王」。[16]
- 奧蘭多·塞佩沙（西班牙語：Orlando Cepeda），86歲，波多黎各名人堂棒球運動員（舊金山巨人隊、亞特蘭大勇士隊、聖路易紅雀隊）。[17]
- 牧野正幸，83歲，日本企業家，沖繩演藝學校創辦人。敗血症。[18]

### 27日
- 張元植，35歲，臺灣職業登山家、山域嚮導暨嘉明湖山屋管理員。在法國白朗峰南針峰北壁攀登時墜山身亡。[19]
- 克里斯蒂娜·阿尔韦迪（西班牙語：Cristina Alberdi），78歲，西班牙女性權利活動家，律師，作家及政治人物。曾任西班牙社會事務大臣。[20]
- 高瑞科，81歲，中國政治人物，曾任湖北省計劃委員會副主任、主任，湖北省人民政府副省長，湖北省人大常委會副主任。[21]

### 26日
- 文森特·德蘭斯菲爾德（英語：Vincent Dransfield），110歲90天，美國最年長男性超級人瑞。[22]
- 松野太紀（日語：松野 太紀），56歲，日本配音員。腦出血。[23]
- 莊繼德，95歲，中國汽車工程師，曾任吉林工業大學教授、博士生導師。[24]
- 胡友平，54岁，中國人，蘇州新地中心公交站台持刀襲擊事件中阻止袭击者的学校员工，因伤重不治。[25]
- 胡竹青，63歲，台灣IC電子工程師及商人，半導體大廠IC載板「恆勁科技」前董事長。[26]

### 25日
- 安琳，94歲，中国版画家。[27]
- 比爾·考伯斯（英语：Bill Cobbs），原名Wilbert Francisco Cobbs，90歲，美國電影、電視演員[28]。

### 24日
- 德拉甘·卡皮契奇，75歲，塞爾維亞男子籃球運動員。[29]
- 禤國維，86歲，中國中醫皮膚病專家，廣州中醫藥大學首席教授、主任醫師，第二屆國醫大師。[30]
- 彭蔭剛，88歲，台灣政治人物，企業家。中國航運榮譽董事長、海基會董事。胰臟癌[31]。
- 希弗蒂·謝爾肖克（英语：Shifty Shellshock），49歲，美國流行音樂人物、繞舌歌手[32]。
- 安娜·德米特里耶娃（英语：Anna Dmitrieva），83歲，前蘇聯網球运动员[33]。

### 23日
- 赵家良，79岁，中國眼科醫師，中国眼科公共卫生学奠基人。[34]
- 塔馬約·佩里（英語：Tamayo Perry），49歲，美國男演員，曾於2011年電影《加勒比海盗4：惊涛怪浪》中演出。在夏威夷瓦胡島北岸冲浪時遭鯊魚襲擊身亡。[35]
- 龔修賢，52歲，台灣行動車商人，台灣行動車創業發展協會理事長，曾助台灣總統蔡英文打造「小英號」胖卡，更多次將胖卡車用於重大災害救援。[36]
- 楊允中，95歲，澳門學者，《澳門百科全書》主編，第九、十屆全國人大代表，專業功績勳章（2003年）。[37]
- 石启荣，95歲，曾任原国家计委委员、党组成员，中国国际工程咨询公司总经理、党组书记（副部长级）[38]
- 馬祖彭，98歲，中國政治人物，曾任原姚依林同志辦公室秘書、中央財經領導小組副秘書長（副部長級）。[39]

### 22日
- 于洸，88岁，中國教育家，首都师范大学党委原书记、北大原副校长。[40]
- 竹清嘉措仁波切（藏語：མཁན་པོ་ཚུལ་ཁྲིམ་རྒྱ་མཚོ་རིན་པོ་ཆེ།，威利转写：mkhan po tshul khrim rgya mtsho rin po che），90歲，藏學學者、藏傳佛教人士、噶瑪噶舉派三大長老之一、十七世大寶法王的上師[41]。
- 科瓦奇·彼得（匈牙利語：Kovács Péter），64歲，匈牙利前男子竞技体操运动员，1980年夏季奥运会体操比赛男子团体全能铜牌得主[42]。

### 21日
- 王鐵成，87岁，中国男演员，曾多次饰演周恩来。[43][44]
- 張學雷，61歲，台灣前中華男籃總教練，出生自中國，1995年入籍新加坡的男子籃球運動員。[45]
- 覺宗宏，39歲，台灣台北覺世中醫診所中醫師。[46]

### 20日
- 唐纳德·萨瑟兰（英語：Donald Sutherland），88歲，加拿大男演員。[47]
- 沖彩茶薇萊，73歲，泰國資深女演員，代表作包括《丘比特的眼淚》、《罪孽牢籠》等。糖尿病。[48]
- 荻原千春，67歲，日本男子拳擊運動員。[49]

### 19日
- 陈醇，91歲，中國著名播音艺术家、全国首批播音指导之一、原上海人民广播电台播音艺术家。[50]
- 三輪勝惠（日語：三輪 勝恵），80歲，日本聲優。[51]

### 18日
- 阿努克·艾梅（法語：Anouk Aimée），92歲，法國女演員。[52]
- 威利·梅斯（英語：Willie Mays），93歲，前美國職棒大聯盟球手，綽號The Say Hey Kid。[53]
- 藍賽珍（英語：Agnes Chang），76歲，馬新地區烹飪作家。[54]

### 17日
- 李冰，75歲，中華人民共和國政治人物，曾任中國作家協會黨組書記、副主席（正部長級）。[55][56]
- 克勞迪奧·格拉齊亞諾（英语：Claudio Graziano），70歲，意大利企業人物，輪船集團芬坎蒂尼集團主席，吞槍自殺。[57]
- 薩爾瓦多·比利亞爾巴·弗洛雷斯（西班牙語：Salvador Villalba Flores），年齡不詳，墨西哥政治人物，格雷羅州科帕拉市候任市長。被槍殺身亡。[58]
- 李岳生 ，94歲，中華人民共和國數學家，中山大学校长（1984—1991）。[59]
- 司超，102岁，原浙江教育学院党委副书记、副院长、离休干部。[60]

### 16日
- 拿督阿丽雅东姑阿末，86歲，原名Irene Daphne Pritchard。馬來西亞記者及政治人物。前沙巴州副首席部長。全國首位女性地方副首長、沙巴首位女記者。[61][62]
- 陳政高，72歲，中華人民共和國政治人物。曾任住房和城乡建设部部长、党组书记。[63]
- 葉惠康，94歲，香港作曲家、指揮家、音樂教育家，被譽為香港的「兒童合唱團之父」。[64]
- 鮑勃·舒爾（英語：Bob Schul），86歲，美國男子田徑運動員，主攻長跑。[65]

### 15日
- 凱文·坎貝爾（英語：Kevin Campbell），54歲，英格蘭職業足球運動員、足球評論員。曾效力英超俱樂部埃弗顿及阿森纳。[66]
- 柏安力（英语：Mike Brumley (infielder)），61歲，美國職業棒球運動員及教練，曾執教台灣統一獅隊。在密西西比州車禍身亡。[67]
- 马蒂亚·萨尔基奇（英语：Matija Sarkic），26岁，黑山足球运动员。[68]

### 14日
- 白石嘉壽子，93歲，日本翻譯家、詩人[69]。
- 特里夫·雷因斯高（英语：Trygve Reenskaug），93歲，挪威電腦科學家，奧斯陸大學榮譽教授[70]。
- 洪建财，84岁，中国人民解放军战士。[71]

### 13日
- 劉錦雲，85歲，中國劇作家，一級編劇，北京人民藝術劇院編劇、原院長，中國戲劇家協會原副主席。[72]
- 汤米·班克斯（英語：Tommy Banks），94歲，英格蘭職業足球運動員及國家隊隊員。曾效力博尔顿足球俱乐部，艾川查姆足球會，班戈城足球俱樂部。阿茲海默症。[73]
- 鄭炳清，86歲，中國人民解放軍副大軍區職退休幹部，曾參加中國人民志願軍赴韓參加韓戰，曾任原南京軍區副司令員。[74]
- 王维澄，95歲，中國政治人物，曾任中共中央政策研究室主任[75]
- 本吉·格雷戈里（英语：Benji Gregory），46歲，美國男演員。[76]

### 12日
- 杰里·韦斯特（英語：Jerry West），86岁，美国职业篮球运动员、教练和经理。[77]
- 尼爾·戈爾德施密特 （英語：Neil Goldschmidt），83歲，美國商人及民主黨籍政治人物，曾擔任地方、州以及聯邦官職長達三十年之久。[78]
- 維亞切斯拉夫·祖多夫 （俄語：Вячеслав Зудов），82歲，蘇聯太空人。[79]
- 張磊，39歲，中國跑酷運動推廣人、北京市極限運動協會副會長，突發心臟病。[80]
- 费尔南多·何塞·德·法兰克·迪亚斯·凡·杜嫩（英语：Fernando José de França Dias Van-Dúnem），89岁，安哥拉政治人物，前总理。[81]

### 11日
- 莫翰，64岁，馬來西亞印裔華語歌手。中風。[82]
- 阿爾貝茨·貝爾斯，85歲，拉脫維亞作家。[83]
- 馮絲華·哈蒂（法語：Françoise Hardy），80歲，法國歌手、演員及詞曲作者。淋巴癌。[84]
- 王永志，91歲，中國航天技術專家，中國載人航天工程的開創者和學術技術帶頭人，解放軍原總裝備部921工程總設計師，中國工程院院士。[85]
- 比爾·利根（英語：Bill Ligon），72歲，美國職業籃球運動員及律師。曾效力底特律活塞1個球季。[86]

### 10日
- 索罗斯·奇利玛（英語：Saulos Chilima），51岁，馬拉維政治人物，副總統。於2024年奇坎加瓦多尼爾228墜毀事故中身亡。[87]

### 9日
- 殷罡，73岁，中东问题专家、中国社科院西亚非洲研究所研究员。心肌梗塞。[88]
- 迈克尔·J·莫斯利（英語：Michael J. Mosley），67岁，英國主持、製片人。（遺體發現日期）[89]
- 金光林（韓語：김광림），94歲，韓國詩人。[90]
- 愛德華·C·斯通（英語：Edward Carroll Stone），88歲，美國航天科學家，加州理工学院物理學教授，前美国国家航空航天局噴氣推進實驗室主任。[91]
- 琳·康維（英語：Lynn Conway），86歲，美國電腦科學家，電子工程學家和跨性別權益活動人士。[92]
- 久我美子，93歲，日本演員。[93]
- 田名網敬一，88歲，日本傳奇藝術家和平面設計師。蛛網膜下腔出血。[94]

### 8日
- 慕沙莫哈末，80岁，马来西亚政治人物，前教育部长。血癌。[95]
- 朱永𧸩，94岁，中國核化學化工專家，中國工程院院士。[96]
- 瓦列里·賽金（俄語：Валерий Тимофеевич Сайкин），86歲，前蘇聯政治人物，前莫斯科市長（1986年至1990年）。[97]
- 切特·沃克（英語：Chet Walker），84歲，美國職業籃球運動員。[98]
- 笹谷七重子（日語：ささや ななえこ），74歲，日本漫畫家。小細胞肺癌。[99]
- 武田國男，84歲，日本企業人物，武田藥品工業前社長。[100]

### 7日
- 威廉·安德斯（英語：William Anders），90歲，美國太空人，執行过阿波羅8號任務並拍攝《地出》。坠机身亡。[101]
- 埃斯梅拉達·加爾松（西班牙語：Esmeralda Garzon），年齡不詳，墨西哥政治人物，格雷羅州提克斯特拉（英语：Tixtla）市議會議員，被槍擊身亡。[102]
- 桑·卡桑高·賓沙（法語：Jean-Kasongo Banza），49歲，剛果職業足球運動員。[103]
- 宋心琦，95歲，中國光化學家、化學教育家，曾任清華大學教授、博士生導師，中國化學會理事長。[104]
- 賴永祥，101歲，台灣及美國圖書館學者，曾任台灣大學圖書館學系教授及系主任，哈佛大學燕京圖書館副館長。[105]

### 6日
- 槙文彦（日語：槇 文彥），95歲，日本建筑师，1993年普利兹克奖得主。[106]
- 謝爾蓋·彼得羅維奇·諾維科夫（俄語：Серге́й Петро́вич Но́виков），86岁，俄羅斯數學家，專長代數拓撲和孤波理論，菲尔兹奖（1970年）及沃尔夫数学奖（2005年）得主。[107]
- 門倉有希（日语：門倉有希），50歲，日本女歌手。乳癌。[108]

### 5日
- 遠藤章（日語：遠藤 章），90歲，日本生化學家。[109]
- 本杰明·沃蒂埃（英语：Ben Vautier），88岁，法国艺术家。[110]
- 汪峽，82岁，中國政治人物，曾任山東省水利廳副廳長，山東省政協副主席，第八、九屆全國人大代表。[111]

### 4日
- 約蘭達·桑切斯·菲格羅亞（西班牙語：Yolanda Sanchez Figueroa），年齡不詳，墨西哥政治人物，米卻肯州科蒂哈（英语：Cotija de la Paz）市市長，被槍擊身亡。[112]
- 艾哈邁德沙王儲，89歲，阿富汗王国末代王储，巴拉克宰家族现任首领。[113]

### 3日
- 莫里·馬爾科夫（英語：Morrie Markoff），110歲144天，美國作家、藝術家、美國男性超級人瑞。[114]
- 布麗吉特·畢爾萊（德語：Brigitte Bierlein），74歲，奧地利法官、政治人物，為奧地利第一位女總理，繼約翰·紹貝爾之後第二位無黨籍總理。[115]
- 杜安·克呂（英語：Duane M. Klueh），98歲，美國職業籃球運動員。[116]
- 于爾根·莫特曼（德語：Jürgen Moltmann），98歲，德國知名改革宗神學家。[117]
- 郭建宇，57歲，中國政治人物，山西省長治市沁縣政協主席，被人行刺身亡。[118]
- 宗順留，83歲，中國人民解放軍副大軍區職退休幹部、原瀋陽軍區副司令員。[119]

### 2日
- 卡尔·凯恩（英語：Carl Cain），89歲，美國職業籃球運動員。[120]
- 埃德加多·科薩林斯基（英语：Edgardo Cozarinsky），85歲，阿根廷小說家、電影製片[121]。

### 1日
- 丁吳（英语：Tin Oo），97歲，緬甸政治人物，全國民主聯盟創始人。[122][123]
- 黃昭凱，82歲，台灣政治人物，曾任國民大會代表、行政院政務顧問等職[124]。胰臟癌。
- 阿爾圖爾·奇林加羅夫（俄語：Артур Николаевич Чилингаров），84歲，亞美尼亞裔俄羅斯極地探險家。[125]
- 陳景，89歲，中華人民共和國貴金屬冶金專家，雲南大學教授。[126]